# Kotschya speciosa
Kotschya speciosa är en ärtväxtart som först beskrevs av John Hutchinson, och fick sitt nu gällande namn av Frank Nigel Hepper. Kotschya speciosa ingår i släktet Kotschya och familjen ärtväxter. Inga underarter finns listade i Catalogue of Life.